# Let It Bleed
Let It Bleed er et album af The Rolling Stones fra 1969. Det kom efter Beggars Banquet fra 1969 lige efter bandets første amerikanske turne i 1969. 

## Historie
Bandet var allerede begyndt at indspille "You Can't Always Get What You Want" i november 1968 før udgivelsen af Beggars Banquet. Indspilningerne til Let It Bleed begyndte tidligt i februar 1969 og forsatte sporadisk indtil november.
Brian Jones optrådte på to numre: "You Got the Silver" og "Midnight Rambler". Hans efterfølger Mick Taylor spillede også med på to numre, "Country Honk" og "Live With Me".
Keith Richards, der havde delt sangjobbet med Mick Jagger på ("Connection", "Something Happened to Me Yesterday" og "Salt of the Earth"), sang for første gang solo Rolling Stones-sangen "You Got the Silver".
I løbet af 1968 var Richards begyndt at hænge ud sammen med Gram Parsons i London. Parsons havde forladt The Byrds før en turne til Sydafrika. Han havde en afgørende indflydelse på Keith Richards' smag for countrymusik, og måske var det denne indflydelse, der gjorde sig gældende, da bandet indspillede "Country Honk" en mere Rock and rollet version af deres næste single "Honky Tonk Woman". Mick Jagger og Keith Richards påstår dog, at originalen blev skrevet på en ferie i Brasilien sent i 1968. 
I hvert fald havde Parsons introduceret gruppen for sin samling af traditionelle countryplader og øvede en indirekte påvirkning. På sangerens egen cover fra i 1976 "Sleepless Night" er teksten en smule anderledes på The Stones' version. 
Bandet prøvede at indspille med Brian Jones, men fandt forholdene uacceptable og fyrede ham. 
Let It Bleed, der udkom i december, blev nummer et i England (hvor den slog The Beatles af pinden), og nummer tre på Billboard Top Pop Albums chart i USA, hvor den solgte dobbelt platin. Den blev også modtaget godt af anmelderne.

## Spor
- Alle sangene er skrevet af Mick Jagger and Keith Richards hvor andet ikke er anført.

### A-Side
1. "Gimme Shelter" – 4:32 
  -  Merry Clayton er kor.
2. "Love in Vain" (Robert Johnson) – 4:22 
  -  Ry Cooder på mandolin.
3. "Country Honk" – 3:10 
  -  Country version af "Honky Tonk Woman", med Mick Taylor på guitar og Byron Berline på violin
4. "Live with Me" – 3:36 
  -  Med både Leon Russell og Nicky Hopkins på klaver samt Keith Richards på bass og Mick Taylor på guitar.
5. "Let It Bleed" – 5:34

### B-Side
1. "Midnight Rambler" – 6:57 
  -  Med Brian Jones på percussion.
2. "You Got the Silver" – 2:54 
  -  Keith Richards første solo på en Rolling Stones sang, Brian Jones spiller autoharpe.
3. "Monkey Man" – 4:15
4. "You Can't Always Get What You Want" – 7:30 
  -  Med producer Jimmy Miller på trommer og Al Kooper på valdhorn, klaver og orgel.

## Musikere
- Mick Jagger – Sang, Mundharmonika, Kor
- Keith Richards – Akustisk guitar, Kor, Elektriske guitar, Slide guitar, Sang, Bass
- Charlie Watts – Trommer
- Bill Wyman – Bass, Autoharpe, Vibrafon
- Mick Taylor – Elektriske guitar, Slide guitar
- Brian Jones – Autoharp, Percussion
- Madeline Bell – Kor
- Byron Berline – Fiddle
- Merry Clayton – Sang, Kor
- Ry Cooder – Mandolin
- Rocky Dijon – Conga, Maraca
- Nicky Hopkins – Klaver, Orgel
- Bobby Keys – Tenor Saxofon
- Al Kooper – Klaver, Orgel, Valdhorn
- London Bach Choir – Kor
- Jimmy Miller – Trommer, Percussion, Tamburin
- Nanette Newman – Kor
- Leon Russell – Klaver
- Ian Stewart – Klaver
- Doris Troy – Kor
- Tom Pollard – Kor